# 迈克·蒂姆林
邁克爾·奧格斯特·蒂姆林（Michael August Timlin，1966年3月10日—）出生於德克薩斯州米德蘭，是美國職棒大聯盟的投手。他曾代表國家參加2006年世界棒球經典賽。

## 外部鏈接
- 球員資訊和成績在MLB，ESPN，Baseball-Reference，Fangraphs，The Baseball Cube（英文）